# 一柳直盛
一柳 直盛（ひとつやなぎ なおもり）は、安土桃山時代から江戸時代前期にかけての武将・大名。一柳直末の弟。豊臣政権下で尾張黒田城主。江戸幕府の下で伊勢神戸藩主。晩年に伊予西条藩初代藩主となったが、領地に入る前に死去した。

## 生涯

### 兄の家臣としての活動
伊予河野氏の一族とされる一柳直高の次男として美濃国厚見郡（現在の岐阜県岐阜市）に生まれる。『一柳家記』によれば天正6年（1578年）、当時羽柴秀吉に仕え播磨国2500石の知行を与えられた兄の直末に呼び寄せられ、姫路近辺に90石の知行地を与えられて兄の被官となった。以後、直盛は兄に従って武功をあらわすことになる。天正7年（1579年）に秀吉が因幡を攻めると、一柳兄弟も出陣。16歳の直盛は初陣となる「宿毛塚城」の戦いで武名を挙げ（『朝日日本歴史人物事典』では天正10年（1582年）の備中宿毛塚城攻めとする）、続いて鳥取城攻めでも功績があった。備中高松城攻めにも従軍。
天正11年（1583年）の賤ケ岳の戦いにおいては、4月20日に大垣から強行軍で着陣した秀吉の許に兄とともに馳せ参じた。秀吉は直末にもう一人は誰かと問い、直末が「弟の四郎右衛門と申す者です」と答えると、秀吉は「兄に劣らぬ者である」と大声で褒めたという。この戦いで一柳直盛は「先懸衆」の一人を務め、武名を大きく上げたという。
天正13年（1585年）の紀州征伐の際には千石堀城攻めに加わり、城への一番乗りを果たしたという。その後、四国攻め（四国平定）、佐々成政攻めにも従った。

### 兄の死とその後
天正18年（1590年）、小田原征伐に参加。3月29日の伊豆国山中城攻めでは直末が戦死し、動揺した一柳勢を直盛がとりまとめて奮戦した。
『寛政譜』によれば、このとき秀吉から尾張国黒田城（現在の愛知県一宮市木曽川町黒田）を与えられ、3万石を知行したといい、『一柳家記』も兄の家督を継いで黒田において秀吉から3万石の領地を与えられたとしている。
ただし、直末に幼少の息子・松千代がいたため、直盛は兄の遺領のうち3万石のみを継ぐことになったとも言い、直盛は所領を預かったのだともいう。このほか、直末の戦死を不愍に思った豊臣秀次から、直盛母に508石余が与えられた。なお、松千代はのちに母の兄である黒田孝高に引き取られるが（その後夭折）、小野藩一柳家文書の『丙午録』によれば、家督相続をめぐって一柳家中に争いが生じたことが背景にあるという。
天正19年（1591年）、従五位下監物に叙せられる。豊臣秀次に属して各地で奉行として検地に携わった記録が残る。文禄元年（1592年）には5000石を加増された（『一柳家記』には秀次から直盛に5000石を加増されたという記述がある）。

### 関ヶ原の合戦
慶長5年（1600年）の関ヶ原の戦いにおいては東軍に与した。
上杉征伐のために黒田城を出陣した直盛は、木曽路から高崎城（井伊直政居城）を経て宇都宮に至る。小山評定で諸将とともに石田三成討伐の先鋒を承り、7月29日に小山を進発し、8月9日に黒田城に帰城する。『一柳家記』によれば、石田三成が一柳家に密書をしたため、小川祐忠家臣の稲葉清六（小川は直盛の姉婿で、稲葉は直末の旧臣）が持参したが、黒田城の留守を預かっていた直盛の伯父の一柳正斎が誘いを一蹴し、密書は井伊直政に渡されたという。
8月21日、清州城で福島正則・井伊直政・池田輝政・本多忠勝・有馬豊氏・山内一豊らと合流
。木曽川渡河の評定があり、直盛は同日亥の刻（夜10時ごろ）に木曽川の河田の渡しの南岸に陣取りをした。22日朝の軍議では池田輝政を先陣として渡河することが提案されたが、直盛は納得せず、輝政と先陣を争った。『一柳家記』によれば、「居城よりわずか1,2里にある領知の川」を渡るのであるから先陣を譲ることはできないと激怒し、輝政に詰め寄ったという。山内一豊の仲裁によって、池田家家老の伊木清兵衛が小人数を率いて先に渡り、一柳勢（800名ばかり）、池田家の本隊の順で渡ることで落着した。東軍は一旦中洲に進出して敵情を視察し、一柳勢は池田勢よりもやや川下を渡渉して対岸の米野に到達、西軍織田秀信勢と交戦を開始して「一番乗り」を果たし、大塚権太夫が一番槍の功名を挙げた（権太夫は討死）。『寛政重修諸家譜』では、この辺が所領に近かったために川の状況を知っており、前夜のうちに士卒に川の浅深を測らせていたために、木曽川を先陣を切って渡ることができたという（河田木曽川渡河の戦い）。
直盛は米野から川手近くまで敵を追撃するが、深田に進路を阻まれ、また織田方が川手の町に火を放って進撃を阻止したことから、池田輝政ら諸将が陣取りを行っている米野まで撤収し、諸将と合流した（米野の戦い）。なお、この時は兼松正吉が一柳直盛の旗下に属しており、『一柳家記』は一柳家の武功に関する証人として兼松の名を挙げている。
23日、諸将とともに岐阜城攻めに加わり、瑞龍寺山砦を攻撃した（岐阜城の戦い）。岐阜攻城戦後、木曽川渡河の先陣と瑞龍寺山砦攻撃が一柳直盛の戦功として認められた。27日に家康の命によって、大垣と佐和山の中間に位置する長松城の守備にあたった。9月1日付けで、家康から藤堂高虎・黒田長政・田中吉政・一柳直盛宛ての書状が出され、軍功を賞された
関ヶ原戦後、本戦で東軍に寝返った小川祐忠の処遇が問題となった。直盛は義兄にあたる祐忠の助命を井伊直政に働きかけたが、子息の左馬助が三成と格別に懇意であったことが家康に忌避されたといい、結局祐忠は改易された。
なお、関ヶ原の合戦後も黒田城を拠点とする直盛の領国が短期間ながら存在したため、二木謙一監修『国別 藩と城下町の事典』では「黒田藩」として項目を立てている。

### 伊勢神戸藩主

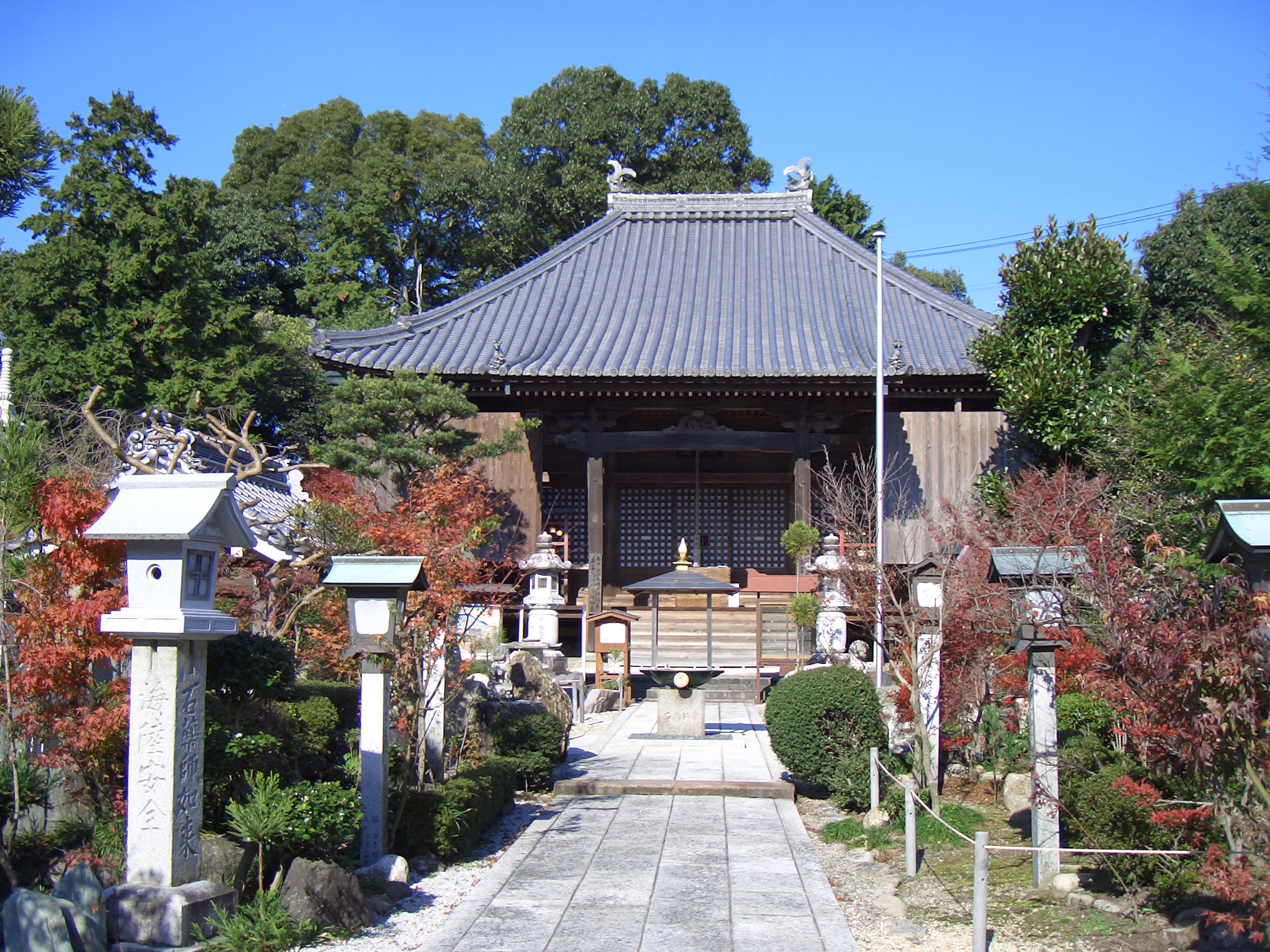
直盛が再建した石薬師寺本堂

慶長6年（1601年）に1万5000石の加増を受け、5万石で伊勢国河曲郡神戸（現在の三重県鈴鹿市神戸）に転封された。この加増は、関ヶ原の戦いの論功行賞と見なされている。領国内には東海道が通る（東海道そのものは幕府支配）。
慶長7年（1602年）、織田信孝時代からの神戸城下「本町四町」に加え、萱町・竪町・鍛冶町を町方支配とし、城下町を拡張した。
慶長11年（1606年）に、徳川家康・秀忠の上洛に従った際には、「石薬師の駅」に迎接のための施設を仮設して点茶を献上し、以後将軍・大御所上洛時の例となった。なお、東海道に伝馬制度が創設された当時は四日市宿・亀山宿間に宿場が置かれておらず、正式に宿場（東海道五十三次の一つ）となるのは石薬師宿が元和2年（1616年）、庄野宿が寛永元年（1624年）である。
慶長15年（1610年）の名古屋城築城の天下普請に従事。慶長16年（1611年）には伯耆国米子城の守衛にあたる。
慶長19年（1614年）からの大坂の陣でも功を挙げた。以後、徳川秀忠・家光の上洛や日光社参に供奉した。
戦国時代に兵火にかかり荒廃していた領内の古刹石薬師寺（鈴鹿市石薬師町）の再建を進め、寛永6年（1629年）に完成を見ている。
寛永10年（1633年）には九鬼久隆転封後の鳥羽城守衛を命じられている。

### 伊予への転封途上の死
寛永13年（1636年）6月1日、1万8000石余を加増の上、伊勢神戸から伊予西条（現在の愛媛県西条市）へ転封となる。これにより、伊予国新居郡・宇摩郡・周敷郡および播磨国加東郡にまたがる6万8000石余の領主となった。ただし同時に家光の命によって加増分のうち加東郡内の5000石を次男の直家に分与したため、直盛の所領は都合6万3000石余である。
この移封について『一柳家史紀要』は、直盛が父祖の地である伊予国への転封を徳川家光に請うて許された、との話を載せる。移封の決定は『藩翰譜』によれば寛永13年（1636年）6月という。しかし、直盛は任地に赴く途上の寛永13年（1636年）8月19日、病のために大坂にて没した。享年73。
大坂上寺町の大仙寺に葬られた。また、伊勢神戸の龍光寺に髪塚がある。
直盛の遺領6万3000石余は分割されて、西条藩を継いだ長男の直重が3万石を相続、また次男の直家が2万3000石余（伊予川之江藩→播磨小野藩）、三男の直頼が1万石（伊予小松藩）をそれぞれ相続した。その後、嫡流は直重の子直興の代で改易されるが、小野藩・小松藩は廃藩置県まで存続した。

## 系譜
『寛政重修諸家譜』には正室についての記載はなく、以下の順で子女を載せる（いずれも「母は某氏」）。
- 女子（本多忠朝正室）
- 一柳直重
- 一柳直家
- 一柳直頼
- 一柳直良 - 図書、助之進。松平安芸守（広島藩主浅野光晟）の家臣となった[37]。
- 一柳直澄 - 鍋之助、正三郎。家臣神山氏の養子となるが、その後甲府徳川家の徳川綱重に仕える。子孫は旗本となった[37]。

『断家譜』では、直良が記載されず、直澄の通称が「庄三郎」と記され、末子として女子（一柳直家家臣・平野次郎兵衛妻）が記載される。

### 正室：常法院殿
『一柳家史紀要』によれば、正室は法号「常法院殿妙祝日栄大姉」、寛永11年（1634年）8月10日没。墓所は鈴鹿市西条の妙祝寺で、東京都杉並区の妙祝寺にも「招魂碑」がある。『一柳家史紀要』によれば、鈴鹿と東京の妙祝寺はともに日栄大姉を開基に据えているという。
東京の妙祝寺によれば、この寺は寛永5年（1628年）に日栄大姉が不動尊の霊験に感銘し、麻布桜田町（現在の東京都港区六本木）の藩邸内に設けた仏堂が起源で、没後に「日栄山妙祝寺」の山号・寺号を称するようになったという。東京の妙祝寺はその後一柳家の菩提寺の一つとなった。
鈴鹿の妙祝寺も、一柳氏およびその後に神戸藩主となった石川氏の菩提寺である。

## 備考

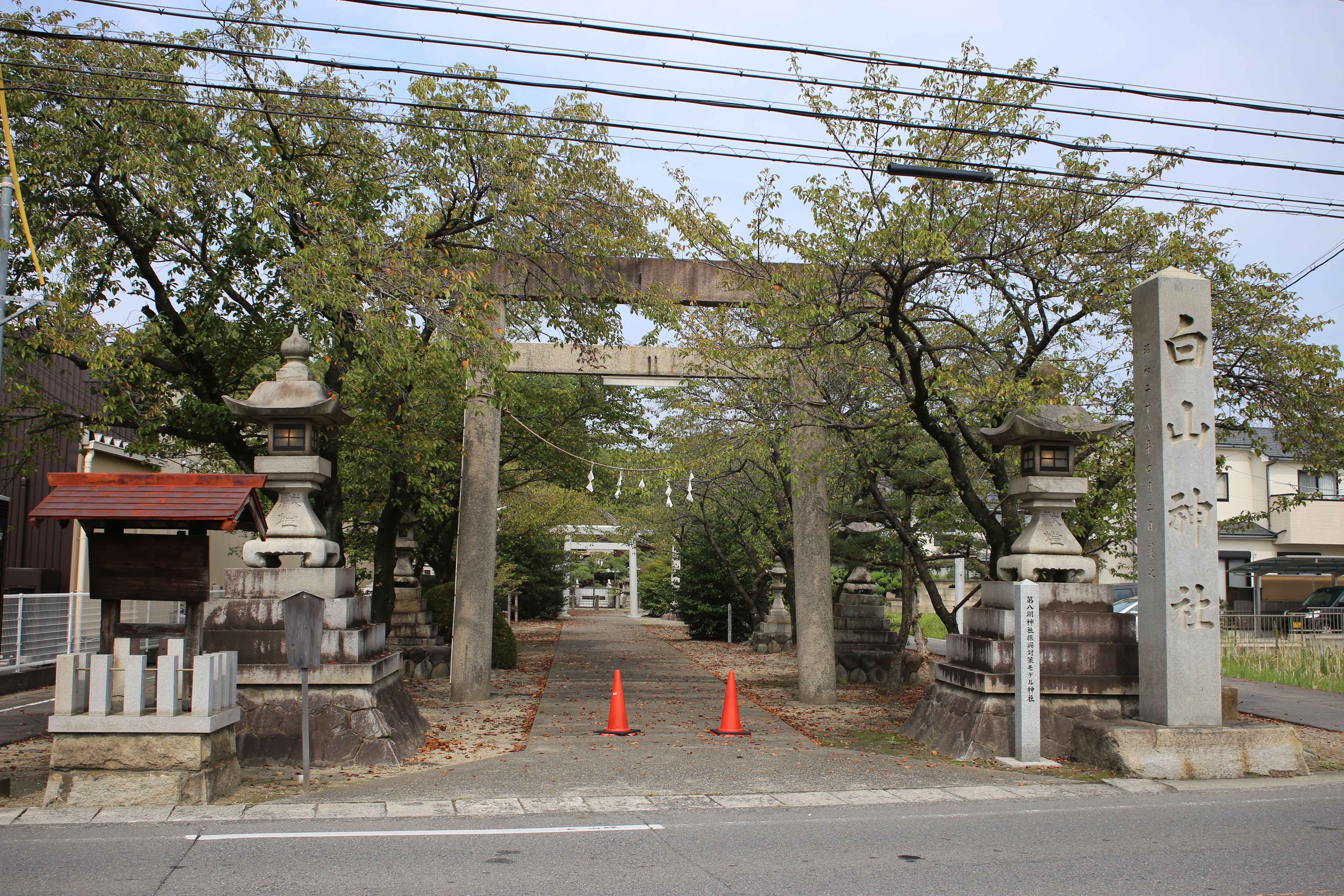
白山神社（一宮市）

- 愛知県一宮市木曽川町黒田の白山神社は「一柳監物直盛公ゆかりの宮」を掲げる[42]。戦国時代には荒廃していたが、黒田城主の直盛が社殿を再建して祭礼を復興させた。また氏子が暮らす南黒田の町並みを整備したことから、地域の人々は江戸時代になっても「一柳様」と尊崇し、白山神社の祭礼では直盛の鎧を中心に練り歩いたという[43]。
- 愛知県一宮市門間の伊冨利部神社には、直盛着用のものと伝える甲冑が所蔵されており、一宮市指定文化財（「甲冑 伝 一柳直盛所用」）となっている。直盛が黒田城主だった時に奉納されたものという[44]
- 三重県鈴鹿市神戸町の龍光寺は神戸藩主時代の一柳家の菩提寺であった寺で、一柳直盛の髪塚[30][39]と、昭和初期建立の追悼碑・彰功碑[45]がある。慶長17年（1612年）の直末23回忌に際しては直盛が門を寄進している（現存のものは延享5年（1748年）再建）[30]。
- 「一柳安吉」の名で知られる短刀（重要文化財）は直盛が所持していたもので、のちに前田家に伝わった[46]。
- 同族（従兄弟）とされる一柳右近（一柳可遊）とはしばしば混同される。天正19年（1591年）に桑名城を築城したのは一柳右近で、この際に（のちに直盛が城主となる）神戸城の櫓を移築したとされる。